# West Redonda Island
West Redonda Island ist eine Insel zwischen dem Festland der kanadischen Provinz British Columbia und Vancouver Island. Sie gehört zum Strathcona Regional District und zählt zur Inselgruppe der Discovery Islands. Innerhalb der Inselgruppe ist West Redonda Island, nach Quadra Island und vor Sonora Island, die zweitgrößte Insel.
| Deer Passage → Raza Island    | Pryce Channel → Festland                    | Toba Inlet                               |
| Cortes Island                 | Kompassrose, die auf Nachbargemeinden zeigt | Waddington Channel → East Redonda Island |
| Lewis Channel → Cortes Island | Desolation Sound                            | Desolation Sound                         |

Der höchste Punkt auf der Insel, Mount Perritt, liegt im nördlichen Zentrum der Insel und erreicht eine Höhe von 1048 m, womit die Insel zu den höchsten Inseln der Erde gehört. Im Westen der Insel befindet sich die Bucht Teakerne Arm, die vom Lewis Channel abzweigt. Weiterhin finden sich auf der Insel drei Provincial Parks, der Roscoe Bay Provincial Park, der Teakerne Arm Provincial Park und der Walsh Cove Provincial Park.

## Geschichte
Die Insel wurde 1792 während einer Expedition von Dionisio Alcalá Galiano und Cayetano Valdés y Flores entdeckt. Sie nannten sie Isla Redonda, was übersetzt Runde Insel heißt. Dabei errichten sie eine Basis im Westen der Insel und erkunden mit mehreren kleineren Booten die anderen Inseln. Während sie in der Nähe des Teakerne Arm ankerten lagen dort zeitweise auch zwei Schiffe der Expedition von George Vancouver.